# Zatrephes miniata
Zatrephes miniata là một loài bướm đêm thuộc phân họ Arctiinae, họ Erebidae.